# Polisportiva S.S. Lazio Rugby 1927 2020-2021

## TOP10 2020-21

### Stagione regolare
| Incontro              | Andata | Ritorno |
| --------------------- | ------ | ------- |
| Lazio — Fiamme Oro    | 19-26  | 16-61   |
| Petrarca — Lazio      | 56-7   | 40-5    |
| Lazio — Mogliano      | 11-31  | 16-23   |
| Rovigo — Lazio        | 40-17  | 45-11   |
| Reggio Emilia — Lazio | 69-14  | 45-22   |
| Lazio — Lyons         | 0-28   | 21-29   |
| Calvisano — Lazio     | 71-7   | 56-26   |
| Lazio — Viadana       | 25-49  | 31-39   |
| Colorno — Lazio       | 26-17  | 14-29   |

#### Risultati della stagione regolare
| Posizione | G  | V | N | P  | PF  | PS  | DP   | B | Pt |
| --------- | -- | - | - | -- | --- | --- | ---- | - | -- |
| 10ª       | 18 | 1 | 0 | 17 | 298 | 748 | -450 | 7 | 11 |

## Coppa Italia 2020-21

### Prima fase

#### Girone B
| Incontro           | Risultato |
| ------------------ | --------- |
| Lazio — Calvisano  | N.D.      |
| Fiamme Oro — Lazio | N.D.      |
| Colorno — Lazio    | N.D.      |
| Lazio — Petrarca   | N.D.      |

#### Risultati del girone B
| Posizione | G | V | N | P | PF | PS | DP | B | Pt |
| --------- | - | - | - | - | -- | -- | -- | - | -- |
| –         | 0 | 0 | 0 | 0 | 0  | 0  | 0  | 0 | 0  |